# Konrad Žilnik
Konrad Žilnik (partizansko ime Slobodan), slovenski usnjarski delavec, narodni heroj, * 16. februar 1919, Kapla pri Taboru, † 4. marec 1944, vas Kozja pri Pirotu, Srbija.
Konrad Žilnik se je rodil v družini mizarja Viktorja in Ane Žilnik in umrl 4. marca 1944 v vasi Kozja pri Pirotu; pokopan je v grobnici narodnih herojev v Nišu.

## Življenje in delo
Družina se je 1927 preselila v Niš, kjer je obiskoval osnovno šolo in se izučil za usnjarja. Od 1935 je bil delavec v tovarni usnja v Nišu in se tu izučil za krznarja, sodeloval s komunisti in bil 1937 sprejet v KPJ. Po okupaciji Jugoslavije je bil od oktobra 1941 član okrožnega komiteja KP. Sodeleloval je pri več partizanskih akcijah ter pri ustanavljanju Topliškega in Ozrenskega partizanskega odreda v katerem je bil 1942 nekaj časa namestnik komandanta in 1942–1943 komandant, ter ga vodil v številnih napadih (med drugim na orožniško postajo v vasi Ražanj), v bojih s četniki v Popšici, pri Pirkovcu, v Belem Potoku in na Crnem vrhu ter v številnih sabotažah (npr. pri onesposobitvi premogovnika v Sokobanji in poizkusu atentata na okrajnega načelnika v Knjaževcu). Od ustanovitve timoškega bataljona (oktobra 1943) ni bil več vojaški poveljnik, temveč je v pirotskem okrožju organiziral nove partizanske enote in vodil politično delo na terenu. V začetku 1944 je odšel na območje Pirota, da bi mobiliziral nove borce in pomagal pri organiziranju NOB. Po mobilizaciji so njega in mobilizirane 27. februarja pri vasi Pajež obkolili četniki in bolgarski vojaki, ga v boju ranjenega ujeli in odpeljali v vas Kozja, kjer so ga po nekajdnevnem mučenju obglavili. Za narodnega heroja je bil proglašen 1953. 